# 앙리 부라사역
앙리 부라사역 (Station Henri-Bourassa)은 엉식-카르티에빌 지역구에 있는 몬트리올 지하철 오렌지 선 정차역이자 엑소가 운영하는 광역 버스 터미널이기도 하다. 1966년에 개통한 이 역은 2007년에 지하철이 라발까지 연장되기 전까지 오렌지 선의 종착역 기능을 수행하였다. 라발 연장 이후 평일 러시 아워에 몽모랑시역과 번갈아서 종착역 기능을 수행하고 있으며, 나머지 시간대에는 모든 열차가 몽모랑시역에 종착한다. 버스 터미널은 두 부분으로 나뉘어있는데, 남쪽 터미널은 몬트리올 교통공사 버스가 정차하며, 북쪽 터미널은 라발 교통공사와 엑소 버스가 정차한다.

## 역 구조
이 역은 개통 당시 바룬키에츠, 레오나르, 르클레르가 설계하였으며 시간이 지나면서 점차 확장되었다. 기존 역은 역 본관과 라쥬네스 출입구, 이 둘을 잇는 터널로 이루어져 있었으나 그 이후 두 번째 터미널이 개통하였고 지하철이 라발로 연장되면서 세 번째 승강장이 개통하였다.

### 기존 승강장과 라쥬네스 출입구
기존 역은 치장 콘크리트와 테라코타로 꾸몄으며 승강장에는 익랑이 따로 존재하지 않지만 선상 통로와 계단을 통해 두 승강장이 연결되어있다.
터미널과 승강장은 긴 통로로 연결되어 있으며 역 동쪽에 있는 라쥬네스로 출입구가 나있다. 역 출입구는 STM과 STL 터미널을 포함해 총 네 곳이 있지만 메자닌과 터널이 좁은 관계로 평일 러시 아워에는 여전히 혼잡하다.
메자닌층 벽은 330개의 콘크리트 블록으로 이루어진 벽화로 이루어져 있으며 몬트리올의 아이들이 직접 그린 벽화를 선보인다. 이 벽화에는 삶, 놀이, 대중교통 등이 담겨있으며 벽화 이름은 《도시의 아이들》 (Les enfants de la ville)이다. 메자층은 앙리 부라사 남쪽에 있는 STM 버스 터미널로 이어지며 이 남쪽 출입구는 유리 벽으로 이루어져있다.

### 북쪽 터미널과 출입구
반대편에는 메자닌층과 STL 버스가 정차하는 북부 터미널을 잇는 또다른 긴 터널이 있는데, 지하철 출입구는 커다란 터미널 건물에 지하철 출입구가 자그마하게 있으며 승강장은 터미널 건물 천장으로 뒤덮여 눈이나 비가 와도 별 문제 없이 이용할 수 있다. 지하철이 라발로 연장한 이후 이 터미널에 정차하는 버스는 몇 되지 않는다.
앙리 부라사 북쪽 출입구는 터미널 건물의 다른 쪽으로 나있는데 이 출입구에는 《고독에 따른 각성》 (Le Réveil de la conscience par la solitude)이라는 조각상이 설치되어있다. 자크 위에의 콘크리트 조각상인 이 작품은 출입구 내부에 관공서 건물 쪽으로 설치되어있다.

### 베리 출입구
역의 혼잡을 줄이고 프레리강에 쉽게 접근하기 위해 승강장 선상 통로 바로 위의 베리가에 출입구를 신설하였다. 현대식으로 지어진 이 출입구는 골조가 제대로 잡혀있으며 개찰구 바로 위에 설치되어있다.
베리 출입구에는 건축가 앙드레 레오나르가 설치한 벽화 두 점이 있는데, 하나는 승강장으로 이어지는 계단 바로 위에 설치된 《바람》 (Les Vents), 다른 하나는 개찰구 근처에 설치된 《채소》 (Le Potager)이다. 이 두 벽화는 블록과 튜브로 이루어진 테라코타 작품이다.

### 세 번째 승강장
2007년에 라발로 지하철이 연장되면서 세 번째 승강장이 개통하였는데, 이에 따라 몬트리올 북부 연선에서 지하철을 타는 승객들을 위해 평일 러시 아워에 오렌지 선 열차가 몽모랑시와 이 역에서 번갈아 종착한다. 당역 종착하는 열차는 기존 승강장을 이용하고, 몽모랑시까지 계속 이어지는 열차는 반대편에 있는 세 번째 승강장에 정차한다. 두 승강장은 통로로 연결되어있다.
이 승강장을 지은 건축가들은 기존 건축 양식에서 탈피하고 검푸른 세라믹과 스테인레스 철로 벽을 꾸몄다. 승강장 반대편 벽에는 조명이 설치되어있는데, 이는 몽모랑시 방면 열차가 도착하면 오렌지색으로 변하여 승객들에게 열차 도착을 알린다.
승강장과 라쥬네스에 있는 개찰구를 잇는 통로에는 장식이 설치되어있는데 통로 양 끝에는 액셀 모겐톨러의 《.98》이 설치되어있다. 이 두 벽화는 98개의 조명이 컴퓨터를 통해 다양한 색채를 비춘다.

## 역명 유래
역 이름은 도로 이름인 앙리 부라사 (boul. Henri-Bourassa)를 따라 지어졌다. 앙리 부라사는 연방 및 주 정치인이였으며 프랑스계 캐나다인 민족주의자였으며 1910년에 몬트리올의 독립 일간지인 《르드부아》 (Le Devoir)를 창간하였다. 그가 숨진 지 몇 달 뒤인 1952년, 도로 이름이 부라사의 이름을 따서 지어졌다.

## 역 개선 공사
앙리 부라사역은 2019년 4월 1일부터 9월 22일까지 베리 출입구의 보수 공사가 이루어졌다. 이에 따라 건물의 구조판과 천장, 계단을 개량하였고 벽 마감재와 바닥재, 조명이 교체되고 새로운 안내판이 설치되었다. 이와 동시에 창문 유리도 일부 교체하였다. 한편 2018년 4월부터 2020년 12월까지 역내 각종 장비와 케이블을 보관할 창고를 짓기 위한 터널 공사 또한 이루어지고 있다.

## 버스 연결편
앙리 부라사역에서 갈아탈 수 있는 버스는 아래와 같다. STM 버스는 남쪽 터미널에서, STL과 테르본 방면 광역 버스는 북쪽 터미널에서 승차할 수 있다.

### 몬트리올 교통공사 (STM)
- 밀렌: 31번 생드니, 55번 생로랑 버스는 밀렌 / 앙리 부라사에서 승차할 수 있다.
- HB: 69번 구앵 버스와 380번 앙리 부라사 심야 버스는 앙리 부라사 도로변에서 승차할 수 있다..
- 171번 앙리 부라사 통학 버스는 5번 승강장에서 승차할 수 있다.

| 노선 | 노선                       | 노선                         | 종점                                                         | 종점 | 종점               | 승강장 | 경유지 | 비고 |
| ---- | -------------------------- | ---------------------------- | ------------------------------------------------------------ | ---- | ------------------ | ------ | --- | --- |
| 30   | 생드니 / 생튀베르          | Saint-Denis / Saint-Hubert   | 앙리 부라사역                                                | ↔    | 아다데겐 / 비제    | 2      | 남쪽 - STL 앙리 부라사역 - 생튀베르 / 소베 - 생튀베르 / 크레마지 - 생튀베르 / 자리 - 장 탈롱역 - 보비앙역 - 로즈몽역 - 생드니 / 생조셉 (로리에역) - 몽루아얄역 - 생드니 / 라셸 - 생드니 / 데팽 - 쉐리에 / 베리 (셰르브루크역) - 몬트리올 시외버스 터미널 - 베리-UQAM역 - 베리 / 비제 - 아다데겐 / 비제 | 매일 상시 운행 |
| 31   | 생드니                     | Saint-Denis                  | 밀렌 / 앙리 부라사                                           | ↔    | 로즈몽역           | 밀렌   | 남쪽 - STL 밀렌 / 앙리 부라사 - 소베역 - 크레마지역 - 자리역 - 장 탈롱역 - 생드니 / 보비앙 (보비앙역) - 로즈몽역 | 매일 상시 운행 |
| 48   | 페라스                     | Perras                       | 앙리 부라사역                                                | ↔    | 리비에르데프레리역 | 3      | 동쪽 - STL 앙리 부라사역 - 앙리 부라사 / 크리스토프 콜롬브 - 앙리 부라사 / 세갱 - 앙리 부라사 / 생미셸 - 앙리 부라사 / 피뇌프 - 레제 / 앙리 부라사 - 레제 / 라코르데르 - 랑젤리에 / 라코르데르 - 불바르 구앵 에스트 6750번지 (일부 버스 정차) - 페라스 / 아르망 봄바르디에 - 페라스 / 로돌프 포르제 - 로돌프 포르제 / 모리스 뒤플레시 - 모리스 뒤플레시 / 리비에르데프레리 - 리비에르데프레리역 | 매일 상시 운행 앙리 부라사역 방면 평일 오전 6시부터 오후 2시까지, 리비에르프레리역 방면 평일 오후 2시부터 9시까지 최대 10분 간격으로 운행                                |
| 49   | 모리스 뒤플레시            | Maurice-Duplessis            | 앙리 부라사역                                                | ↔    | 페라스 / 81번      | 4      | 동쪽 - STL 앙리 부라사역 - 앙리 부라사 / 크리스토프 콜롬브 - 앙리 부라사 / 세갱 - 앙리 부라사 / 생미셸 - 앙리 부라사 / 피뇌프 - 레제 / 아르망 봄바르디에 - 레제 / 라코르데르 - 모리스 뒤플레시 / 라코르데르 - 모리스 뒤플레시 / 랑젤리에 - 모리스 뒤플레시 / 아르망 봄바르디에 - 로돌프 포르제 / 모리스 뒤플레시 - 로돌프 포르제 / 페라스 - 페라스 / 리비에르데프레리 - 페라스 / 생장밥티스트 - 리비에르데프레리역 - 페라스 / 81번 | 매일 상시 운행 앙리 부라사역 방면 평일 오전 6시부터 오후 2시까지, RDP 방면 평일 오후 2시부터 9시까지 최대 10분 간격으로 운행                                             |
| 55   | 불바르 생로랑              | Boulevard Saint-Laurent      | 앙리 부라사역                                                | ↔    | 생로랑 / 생자크    | 밀렌   | 남쪽 - STL 앙리 부라사역 - 생로랑 / 앙리 부라사 - 생로랑 / 소베 - 생로랑 / 크레마지 - 생로랑 / 자리 - 드카스텔노역 - 클라크 / 보비앙 - 생튀르뱅 / 베르나르 - 생튀르뱅 / 생조셉 - 생튀르뱅 / 뒤몽루아얄 - 생튀르뱅 / 라셸 - 생튀르뱅 / 데팽 - 생튀르뱅 / 셰르브루크 - 플라스데자르역 - 생튀르뱅 / 생트카트린느 - 생튀르뱅 / 르네 레베크 - 플라스다름역 - 생로랑 / 생자크 | 매일 상시 운행 시내 방면 평일 오전 6시부터 오후 2시까지, 앙리 부라사역 방면 오후 2시부터 오후 9시까지 최대 10분 간격으로 운행                                            |
| 56   | 생튀베르                   | Saint-Hubert                 | 앙리 부라사역                                                | ↔    | 엉식 대학          | 2      | 남쪽 - STL 앙리 부라사역 - 생튀베르 / 앙리 부라사 - 생튀베르 / 소베 - 에밀 주르노 / 드샤토브리앙 - 에밀 주르노 / 라쥬네스 - 크레마지역 - 라쥬네스 / 에밀 주르노 - 에밀 주르노 / 생튀베르 - 엉식 대학 | 학기철 중 평일에만 운행 |
| 69   | 구앵                       | Gouin                        | 드세르 / 그레네                                              | ↔    | CÉGEP 마리 빅토랭  | HB     | 동쪽 - 드세르 / 그레네 - 드라카디 / 구앵 - 드라카디 / 드살라베리 - 생로랑 / 구앵 - 앙리 부라사 / 생로랑 - STL 앙리 부라사역 - 앙리 부라사 / 생튀베르 - 앙리 부라사 / 크리스토프 콜롬브 - 앙리 부라사 / 파피노 - 앙리 부라사 / 생미셸 - 앙리 부라사 / 피뇌프 - 앙리 부라사 / 발작 - 라코르데르 / 앙리 부라사 - 라코르데르 / 모리스 뒤플레시 - 모리스 뒤플레시 / 랑젤리에 - CÉGEP 마리 빅토랭 서쪽 - CÉGEP 마리 빅토랭 - 랑젤리에 / 본빌 - 라코르데르 / 데튤립 - 라코르데르 / 앙리 부라사 - 앙리 부라사 / 레제 - 앙리 부라사 / 피뇌프 - 앙리 부라사 / 생미셸 - 앙리 부라사 / 크리스토프 콜롬브 - 앙리 부라사 / 생튀베르 - STL 앙리 부라사역 - 앙리 부라사 / 생로랑 - 생로랑 / 구앵 - 드살라베리 / 드라카디 - 드라카디 / 구앵 - 드세르 / 그레네                                            | 매일 상시 운행 양방향 평일 오전 6시부터 오후 9시까지 최대 10분 간격으로 운행                                                                                             |
| 146  | 크리스토프 콜롬 / 메이에르 | Christophe-Colomb / Meilleur | 뒤몽카생 / 메이에르                                          | ↔    | 앙리 부라사역      | 2      | 서쪽 - STL 앙리 부라사역 - 앙리 부라사 / 크리스토프 콜롬브 - 크리스토프 콜롬브 / 플루리 - 크리스토프 콜롬브 / 소베 - 크리스토프 콜롬브 / 에밀 르주르노 - 클로드 로비야르 체육센터 - 크레마지역 - 르장드르 / 베리 - STM 르장드르 차량기지 - 르장드르 / 생로랑 - 르장드르 / 뒤파크 - 샤바넬역 - 메이에르 / 소베 - 메이에르 / 플루리 - 뒤몽카생 / 메이에르 | 평일 오후 7시 30분까지 운행 |
| 164  | 뒤드맹                     | Dudemaine                    | STM 생로랑 차량기지                                          | ↔    | 앙리 부라사역      | 5      | 서쪽 - STL 앙리 부라사역 - 앙리 부라사 / 생로랑 - SAAQ (앙리부라사 웨스트 750번지) - 앙리 부라사 / 뒤부아드불로뉴 (부아드불로뉴) - 뒤드맹 / 드라카디 - 뒤드맹 / 오브라이언 - 뒤드맹 / 그레네 (부아프랑역) - 켈러 / 로랑시앙 - 켈러 / 투팽 - 투팽 / 앙리 부라사 - STM 생로랑 차량기지 - 스타인버그 4200번지 - 티먼스 / 부아프랑 - STM 생로랑 차량기지 | 매일 상시 운행 |
| 171  | 앙리 부라사                | Henri-Bourassa               | 평상시: 플라스 베르튀 (시어스 앞) 평일 러시 아워: 부아프랑역 | ↔    | 앙리 부라사역      | 6      | 서쪽 - STL 앙리 부라사역 - 앙리 부라사 / 생로랑 - SAAQ (앙리 부라사 웨스트 750번지) - 앙리 부라사 / 부아드불로뉴 (부아드불로뉴역) - 앙리 부라사 / 드라카디 - 몽플리에역 - STL 코트베르튀역 - 코트베르튀 / 알렉시 니온 - 생로랑 고등학교 - 부아제 도서관 (티먼스 / 토드) - 티먼스 / 캐번디시 - 플라스 베르튀 - 캐번디시 / 푸아리에 (평일 러시 아워에만 정차) - 부아프랑역 (평일 러시 아워에만 정차) | 플라스 베르튀 방면 평일 오전 6시부터 오후 2시까지, 앙리 부라사역 방면 오후 2시부터 9시까지 최대 10분 간격으로 운행 평일 러시 아워에 일부 버스는 부아프랑역까지 연장 운행 |
| 361  | 생드니                     | Saint-Denis                  | 앙리 부라사역                                                | ↔    | 플라스다름역       | 1      | 남쪽 - 앙리 부라사역 - 378 소베역 - 크레마지역 - 자리역 - 372 장 탈롱역 - 보비앙역 - 370 로즈몽역 - 로리에역 - 368 몽루아얄역 - 생드니 / 라셸 - 356 360 셰리에 / 베리 - 358 747 베리-UQAM역 - 350 355 358 364 베리 / 르네 레베크 - 363 365 플라스다름역 | 매일 심야 시간대에 운행 |
| 363  | 불바르 생로랑              | Boulevard Saint-Laurent      | 앙리 부라사역                                                | ↔    | 플라스다름역       | 2      | 남쪽 - 앙리 부라사역 - 생로랑 / 앙리 부라사 - 378 생로랑 / 소베 - 생로랑 / 크레마지 - 생로랑 / 자리 - 372 드카스텔노역 - 370 클라크 / 보비앙 - 368 생튀르뱅 / 페어마운트 - 368 생튀르뱅 / 뒤몽루아얄 - 생튀르뱅 / 라셸 - 360 생튀르뱅 / 데팽 - 356 생튀르뱅 / 셰르브루크 - 플라스데자르역 - 생튀르뱅 / 생트카트린느 - 350 355 358 364 747 생튀르뱅 / 르네 레베크 - 365 플라스다름역 | 매일 심야 시간대에 운행 |
| 380  | 앙리 부라사                | Henri-Bourassa               | STM 스틴슨 차량기지                                          | ↔    | STM 앙주 차량기지  | HB     | 동쪽 - 앙리 부라사역 - 앙리 부라사 / 생튀베르 - 앙리 부라사 / 크리스토프 콜롬브 - 359 앙리 부라사 / 파피노 - 앙리 부라사 / 디베르빌 - 357 앙리 부라사 / 생미셸 - 355 앙리 부라사 / 피뇌프 - 앙리 부라사 / 발작 - 353 라코르데르 / 앙리 부라사 - 353 라코르데르 / 모리스 뒤플레시 - 모리스 뒤플레시 / 랑젤리에 - 리비에르데프레리 병원 - CÉGEP 마리 빅토랭 - 353 372 모리스 뒤플레시 / 아르망 봄바르디에 - 372 아르망 봄바르디에 / 앙리 부라사 - 364 372 STM 앙주 차량기지 서쪽 - 앙리 부라사역 - 앙리 부라사 / 생로랑 - 앙리 부라사 / 뒤부아드불로뉴 (부아드불로뉴역) - 앙리 부라사 / 드라카디 - 378 줄 푸아트라 / 코트베르튀 - 368 378 코트베르튀 / 생트크루아 - 368 371 378 382 코트베르튀역 - 371 378 382 뒤콜레주역 - 368 호지 / 생트크루아 - 호지 / 몽플리에 - STM 스틴슨 차량기지 | 매일 심야 시간대에 운행 |
| 469  | 앙리 부라사 급행           | Express Henri-Bourassa       | 앙리 부라사역                                                | ↔    | 레제 / 랑젤리에    | 1      | 동쪽 - STL 앙리 부라사역 - 앙리 부라사 / 벨부아 - 앙리 부라사 / 생트콜레트 - 앙리 부라사 / 라코르데르 - 롤랑 / 앙리 부라사 - 롤랑 / 모리스 뒤플레시 - 레제 / 샤트랑 | 평일 오전 6시부터 오후 7시까지 운행. |

### 라발 교통공사 (STL)
| 노선 번호 | 노선 명칭                                           | 노선 명칭                                                                | 승강장 | 행선지 | 시간표 |
| --------- | --------------------------------------------------- | ------------------------------------------------------------------------ | ------ | ------ | ------ |
| 2         | 이른 아침 · 심야 셔틀 버스                          | Navette Lève-tôt · Couche-tard                                           | 4      | 행선지 | 시간표 |
| 31        | 오퇴유 · 비몽 · 퐁비오 · 카르티에역 · 앙리 부라사역 | Auteuil · Vimont · Pont-Viau · Métro Cartier · Métro Henri-Bourassa      | 9      | 행선지 | 시간표 |
| 52        | 생프랑수아 · 생뱅상드폴 · 뒤베르네 · 앙리 부라사역  | Saint-François · Saint-Vincent-de-Paul · Duvernay · Métro Henri-Bourassa | 9      | 행선지 | 시간표 |
| 55        | 라발웨스트 · 파브르빌 · 쇼메데이 · 앙리 부라사역    | Laval-Ouest · Fabreville · Chomedey · Métro Henri-Bourassa               | 9      | 행선지 | 시간표 |
| 252       | 생프랑수아 · 생뱅상드폴 · 뒤베르네 · 앙리 부라사역  | Saint-François · Saint-Vincent-de-Paul · Duvernay · Métro Henri-Bourassa | 9      | 행선지 | 시간표 |

### 엑소 테르본-마스쿠시 (MRCLM)
| 노선 번호 | 노선 명칭         | 노선 명칭             | 승강장 | 행선지 | 시간표 |
| --------- | ----------------- | --------------------- | ------ | ------ | ------ |
| 25        | 테르본 - 몬트리올 | Terrebonne - Montréal | 10     | 행선지 | 시간표 |

## 근처 명소
- 엉식 경기장
- 엉식 도서관
- 엉식 공원
- 엉식-카르티에빌 문화원
- 비오 다리

## 인접한 역
| 오렌지 선            | 오렌지 선 | 오렌지 선              |
| -------------------- | --------- | ---------------------- |
| 소베 코트베르튀 방면 | 오렌지 선 | 카르티에 몽모랑시 방면 |